# Хоанг Ван Тхай
Хоанг Ван Тхай (вьет. Hoàng Văn Thái, 1 мая 1915 — 2 июля 1986) — вьетнамский коммунистический военный и политический деятель.

## Биография
Родился в северном Вьетнаме. Хоанг вступил в Коммунистическая партию Вьетнама в 1938 году.

### Первая Индокитайская война
Был первым начальником штаба Вьетнамской народной армии и руководителем основных военных сил ДРВ. Хоанг был начальником штаба в битве при Дьенбьенфу. Командовал Армией освобождения Южного Вьетнама.

### Вторая Индокитайская война
Во время Тетского наступления Хоанг был старшим северовьетнамским офицером в армии Северного Вьетнама.
После победы коммунистов в 1975 году против поддерживаемого Соединенными Штатами правительства в Южном Вьетнаме генерал Хоанг был назначен заместителем министра обороны.
Он был членом Центрального комитета Коммунистической партии Вьетнама, а также членом парламента с 1960 года.

## Награды
- Орден Золотой Звезды (посмертно в 2007 году)[3]
- Орден Хо Ши Мина[4]
- Орден Красного Знамени